# Мінор (станція метро)
41°19′41″ пн. ш. 69°17′01″ сх. д. / 41.32806° пн. ш. 69.28361° сх. д.
«Мінор» (узб. Minor — Вежа) — станція Юнусободської лінії Ташкентського метрополітену. Розташована між станціями «Бадамзар» і «Абдулла Кодірій» .
Станція — двопрогінна колонного типу мілкого закладення, має наземний і підземний вестибюлі. Пуск станції в експлуатацію відбувся 26 жовтня 2001 (перша ділянка Юнусободської лінії). Станцію прикрашають колони, виконані з червоного граніту і розташовані по центру платформи. Стіни оздоблені мармуром темних кольорів.

## Ресурси Інтернету
- Станція «Мінор» [Архівовано 29 липня 2014 у Wayback Machine.] на сайті «Ташкентське метро»(рос.)